# Sven Ekström
Sven Erik Axel Ekström, född 2 juni 1912 i Forsa församling, Gävleborgs län, död 18 juli 2000 i Hudiksvall, var en svensk kommunalkamrer och politiker (socialdemokrat). 
Ekström var riksdagsledamot 1958-1976, invald i Gävleborgs läns valkrets, åren 1958-1970 som ledamot av riksdagens andra kammare. Han var ordförande i riksdagens finansutskott 1971-1973 samt vice ordförande i samma utskott 1974-1976. Han var också landstingsman 1947-1979.